# Conus philippii
Conus philippii é uma espécie de gastrópode do gênero Conus, pertencente à família Conidae.